# Mireia Lalaguna
Mireia Lalaguna, née le 21 novembre 1992 à Barcelone, est un mannequin espagnol, qui a été élue Miss Monde 2015.

## Biographie

### Parcours
Le 19 décembre 2015, elle est couronnée Miss Monde 2015,,, succédant à Rolene Strauss ; elle est ainsi la première espagnole à remporter ce titre. Elle devance la Russe (1re dauphine) ainsi que l'Indonésienne (2e dauphine) et la Libanaise Valerie Abou Chacra  (3e dauphine)
Lors de son élection, elle est étudiante en pharmacie à l'université de Barcelone. Elle participe à un programme Erasmus à l'Université de Copenhague au Danemark.
Le 18 décembre 2016, elle couronne Stéphanie Del Valle élue Miss Monde 2016.